# Канский уезд
Ка́нский уе́зд (Канский округ) — административно-территориальная единица в составе Енисейской губернии, существовавшая в 1822—1925 годах. Уездный город — Канск.

## История
Канский округ был образован в 1822 году в составе Енисейской губернии из частей Красноярского, Енисейского и Нижнеудинского уездов. В 1898 году он был преобразован в Канский уезд.
23 июня 1924 года в состав Канского уезда была передана часть территории упразднённого Енисейского уезда.
В 1925 году Канский уезд был упразднён, его территория вошла в состав Канского округа Сибирского края.

## Население
По данным переписи 1897 года в округе проживало 96 202 чел. В том числе русские — 86,2 %; украинцы — 7,4 %; татары — 2,3 %; поляки — 1,5 %; евреи — 1,4 %. В окружном городе Канске проживало 7537 чел.

## Административное деление
В 1913 году уезд состоял из 16 волостей: 
| - Абанская волость — с. Абанское, - Агинская волость — с. Агинское, - Амонашевская волость — с. Амонашевское, - Анцирская волость — с. Анцирское, - Ирбейская волость — с. Ирбейское, - Конторская волость — с. Конторское, - Перовская волость — с. Перовское, - Рождественская волость — с. Рождественское, | - Рыбинская волость — с. Рыбинское, - Тасеевская волость — с. Тасеевское, - Тинская волость — с. Тинское, - Троицко-Заозерновская волость — с. Троицко-Заозерное, - Уринская волость — с. Уринское, - Устьянская волость — с. Устьянское, - Уярская волость — с. Уярское, - Шелаевская волость — с. Шелаевское. |

Населённые пункты Уринской волости на 1893 г.:
- Агульский, ул
- Александровское, село
- Амонашевск (Голопуповка), з
- Атин, выселки
- Ашкаульская, деревня
- Браженское, село
- Ключевское, село
- Курыш, село
- Малая-Уря, деревня
- Подъяндинская, деревня
- Петрушкова, деревня
- Рахманова, деревня
- Тарайская, деревня
- Терская, деревня
- Уринское, село, волостной центр
- Усть-Каначульское, село
- Усть-Ярульская, деревня
- Хомутова, деревня
- Шумиха, выселки

- Кроме того 7 заимок, не более 5 дворов в каждом и 2 винокуренных завода.

(после составления списка волости Амонашевская, Ирбейская и Тальская выделены в самостоятельный Агульский подрайон с резиденцией подрайонного в с. Ирбейском).